# Danse du dragon
Ne doit pas être confondu avec Danse du lion.
Pour les articles homonymes, voir Wulong (homonymie).
La danse du dragon (chinois simplifié : 舞龙 ; chinois traditionnel : 舞龍 ; pinyin : wǔ lóng) est une forme de danse traditionnelle et de spectacle de la culture chinoise mettant en scène le dragon oriental, un symbole chinois du bonheur et de la prospérité. Comme la danse du lion, elle est le plus souvent pratiquée lors de fêtes (en particulier pour le Nouvel An chinois). Elle est exécutée par une équipe de danseurs qui manipulent une longue figurine de dragon flexible à l'aide de perches positionnées à intervalles réguliers le long de son corps.

## Histoire

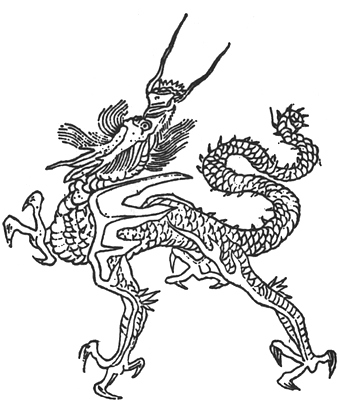
Représentation du dragon Yinglong

Les dragons orientaux, qui sont des esprits des eaux, sont censés posséder parmi leurs qualités la puissance, la dignité, la fertilité, la sagesse et apporter le bonheur. Leur apparition est effrayante, mais ils sont de disposition bienveillante, et en sont venus ainsi à être l'emblème de l'autorité impériale. Les mouvements de la danse symbolisent traditionnellement ce rôle historique des dragons en tant que figures de pouvoir et d'autorité.
Durant la dynastie Han, différentes formes de la danse du dragon sont mentionnées. Les danses de la pluie exécutées lors de sécheresses mettent souvent en jeu des images de dragons, qui étaient associés à la pluie dans la Chine ancienne, comme le dragon Yinglong (en) ou le dragon Shen-long qui déterminait combien de vent et de pluie était nécessaire. Le Chunqiu Fanlu (en), un texte écrit par Dong Zhongshu sous la dynastie Han, contient la description d'une sorte de danse du dragon destinée à apporter la pluie, exécutée par des enfants et des adultes, accompagnés par des figurines d'argile représentant des dragons ; leur nombre et leur couleur variait selon la période de l'année,. D'autres danses mettant en jeu des dragons figurent dans le baixi (百戲), un genre de spectacle populaire à la même époque, proche du cirque chinois, où des comédiens déguisés (象人) imitaient les mouvements d'animaux, de poissons et de dragons. Dans son Poème de la Capitale de l'Ouest (西京賦), Zhang Heng mentionne plusieurs de ces mimes, comme une scène où un poisson se change en dragon,,. Ces danses anciennes sont assez éloignées de la danse du dragon actuelle ; leurs représentations sur des bas-reliefs montrent d'encombrantes figurines, contrairement aux légers dragons actuels autorisant des manipulations plus réalistes.

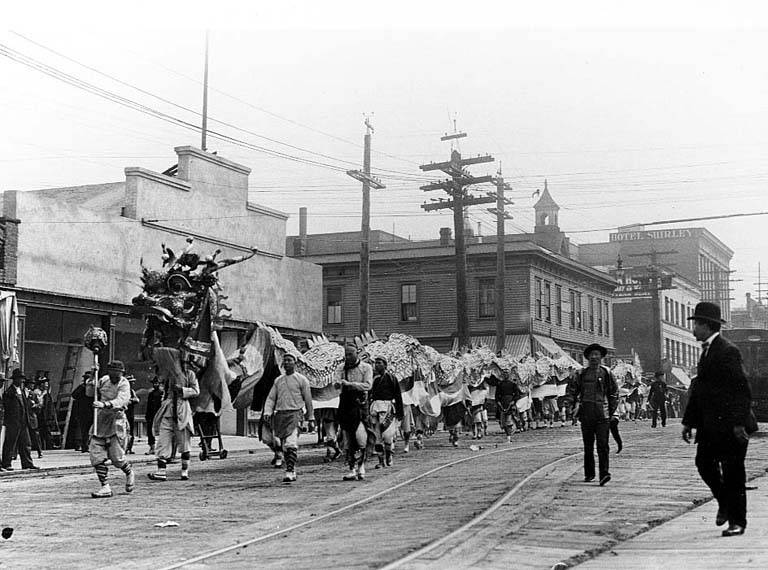
Parade d'un dragon chinois à Seattle, vers 1909

Ces danses continuent à être mentionnées sous les dynasties Tang et Song. Ainsi, dans le Dongjing Meng Hua Lu (Rêves des splendeurs de la Capitale de l'Est, un ouvrage de la dynastie Song), on trouve la description de figurines ressemblant à la lanterne-dragon (龍燈) utilisée durant la fête des lanternes, un dragon fait d'herbes et de tissus, à l'intérieur duquel on plaçait de nombreuses chandelles,. Ces lanternes sont portées de nuit dans les rues lors de la fête, et cette parade peut avoir évolué jusqu'à donner la danse moderne (qui, elle, a lieu le plus souvent de jour).
Diverses autres danses de dragon sont apparues en Chine. Ainsi, dans le xian de Tongliang, un culte rendu à un serpent-totem donna naissance à une danse durant la dynastie Ming, qui devint populaire sous la dynastie Qing. À Zhanjiang, dans la province du Guangdong, le dragon est formé d'une chaine humaine de douzaines, voire de centaines de danseurs ; dans le xian de Pujiang, le corps du dragon est constitué de tabourets de bois,. Il pourrait exister plus de 700 danses du dragon distinctes.
Après la révolution, le régime chinois fit la promotion de diverses danses traditionnelles, ce qui contribua à la popularité de la forme actuelle de la danse du dragon, désormais largement répandue non seulement en Chine, mais dans les communautés chinoises à travers le monde.

## La structure du dragon

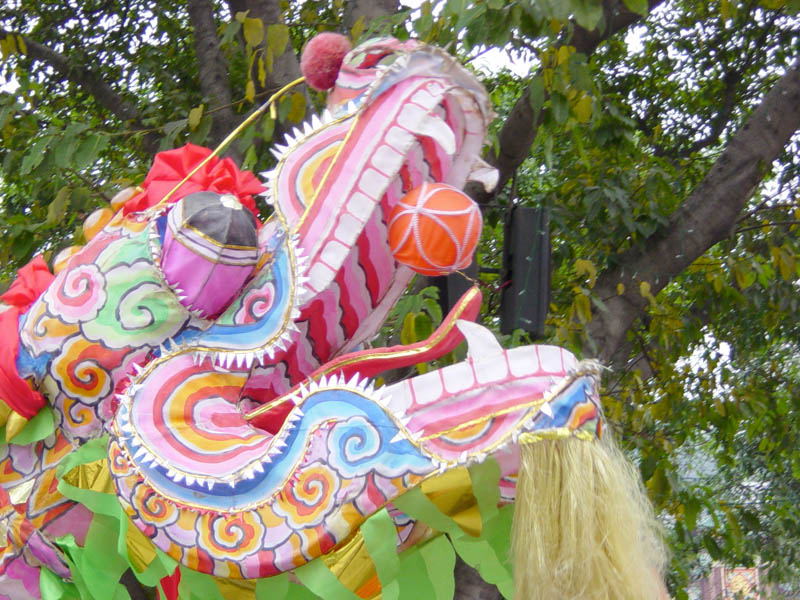
Tête de dragon

Le corps sinueux du dragon est formé de sections articulées soutenues par des perches, avec deux sections spéciales pour la tête et la queue ; on l'assemble en reliant des séries d'arceaux dans chaque section. Traditionnellement, les dragons étaient en bois, avec une ossature d'arceaux en bambou, le tout étant recouvert de riches tissus ; à l'époque moderne, ces matériaux ont été remplacés par de l'aluminium et des plastiques plus légers.
La longueur des dragons va en général de 25 à 35 mètres pour les modèles favorisant des danses acrobatiques, et de 50 à 70 mètres pour les modèles de parade et de cérémonie. Ces tailles dépendent cependant des ressources disponibles, une petite organisation ne pouvant se permettre un dragon trop grand dont la manipulation demanderait des talents spéciaux et des dépenses excessives.

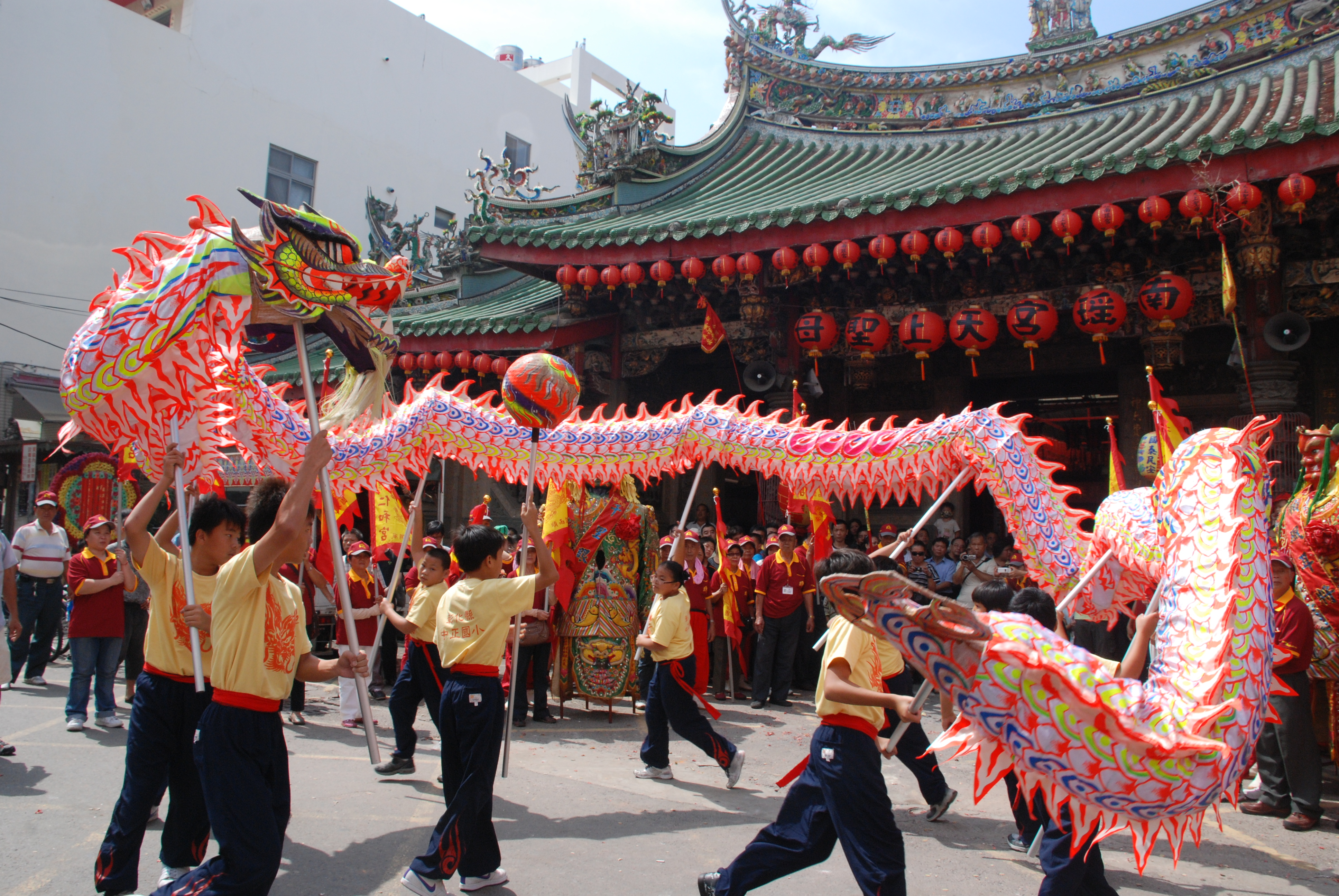
Danseurs tenant les dragons sur des perches à Taïwan

On recommande en général une taille de 34 mètres divisée en neuf sections principales, portées par 81 arceaux, mais il existe des dragons plus longs, allant jusqu'à 46 sections, et des dragons de taille exceptionnelle sont parfois construits pour tenter d'apporter la plus grande chance possible à la communauté ; le record actuel (homologué par Guinness) est un dragon de plus de 5 km de long.
Historiquement, la danse du dragon pouvait être exécutée avec des couleurs et des types de dragons variés, mais le vert est le plus souvent choisi comme couleur principale, symbolisant une récolte abondante. Parmi les autres couleurs, on trouve : le jaune, symbolisant l'empire, l'or ou l'argent, symboles de prospérité, et le rouge, représentant la joie[réf. souhaitée].

## Exécution

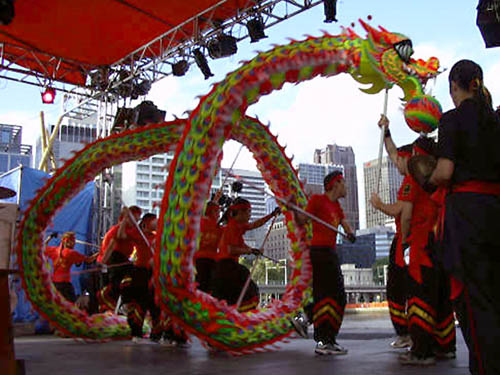
Membres de la Société de la Jeunesse chinoise de Melbourne, au Crown Casino, exécutant le tour du tire-bouchon.

La danse du dragon est exécutée par une équipe très entrainée à imiter les mouvements sinueux et ondulants qu'on attribue à ces esprits des rivières. La synchronisation des différentes parties du dragon est essentielle pour obtenir un effet réaliste, et en particulier la tête, qui peut peser jusqu'à 12 cattys (14,4 kg), doit se coordonner aux mouvements du corps et au rythme du tambour. La cinquième section, située au milieu du corps, donne l'indication des mouvements de l'ensemble. Le dragon est souvent précédé par un danseur tenant un objet sphérique symbolisant une perle.

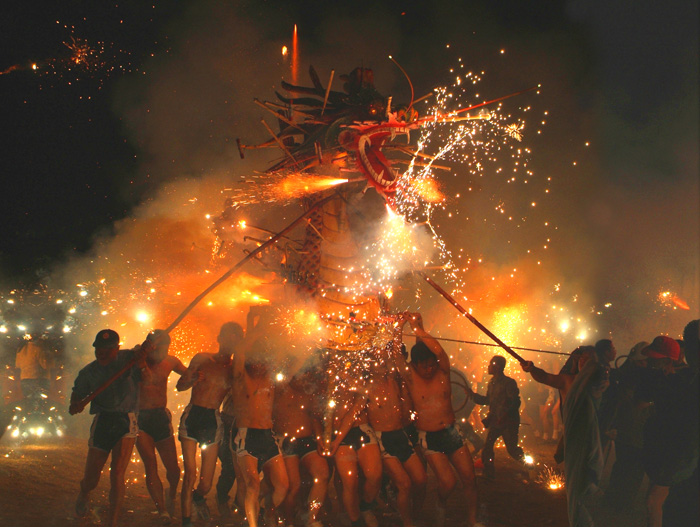
Danse du dragon de feu.

La chorégraphie de la danse dépend des compétences des danseurs. Parmi les figures codifiées, on trouve « la grotte des nuages », « le tourbillon », « la recherche de la perle », ou « le dragon encercle le pilier ». Ces mouvements ont une signification symbolique, ainsi « la recherche de la perle » montre que le dragon est toujours en quête de la sagesse.
Le mouvement de base du dragon ressemble à celui d'une vague, et est obtenu par les balancements successifs de chaque section. Des formations plus complexes ne sont limitées que par la créativité de chaque équipe, la plus fréquente étant une course en spirale amenant le corps du dragon à tourner et à se tordre, ce qui oblige les danseurs à sauter au-dessus de certaines sections du corps. Parmi d'autres manœuvres avancées, on trouve diverses rotations en tire-bouchon, et des mouvements acrobatiques où les acteurs montent sur les jambes ou les épaules les uns des autres, pour augmenter la hauteur des mouvements du dragon.

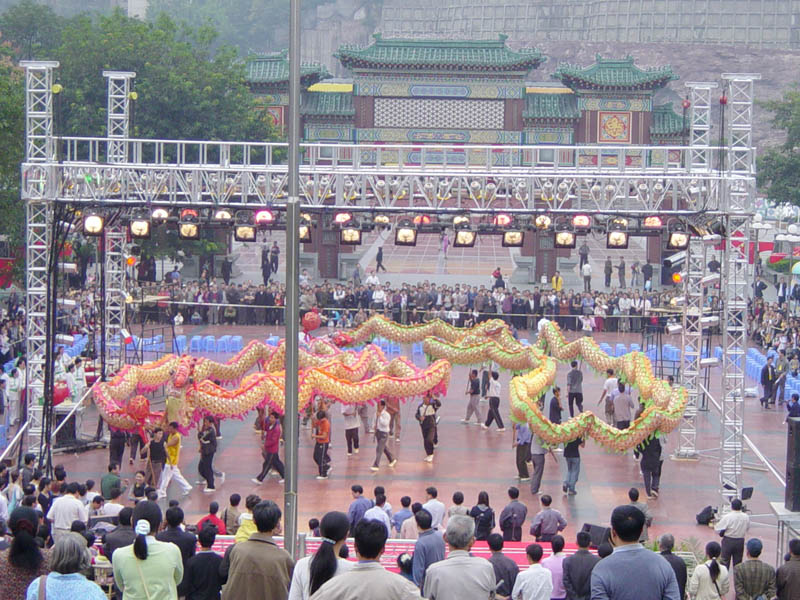
Une double danse de dragon à Chongqing en septembre 2002 pour le jour de la fête nationale.

Participer à une équipe de danse du dragon demande à la fois des qualités sportives et artistiques, c'est pourquoi on le voit souvent faire par des pratiquants d'arts martiaux. Les techniques de base sont simples à apprendre, mais un long entraînement est nécessaire pour atteindre à une coordination convenable de l'équipe.
Une  double danse du dragon (rarement montrée en Occident) met en jeu deux troupes de danseurs entrelaçant leurs dragons. Plus rarement encore, on assiste parfois à des performances mettant en jeu les neuf dragons traditionnels (neuf symbolisant la perfection) ; de telles danses, demandant un grand nombre de participants venant de plusieurs organisations, ne sont possibles que sous le patronage d'un gouvernement régional ou national.

### Compétitions

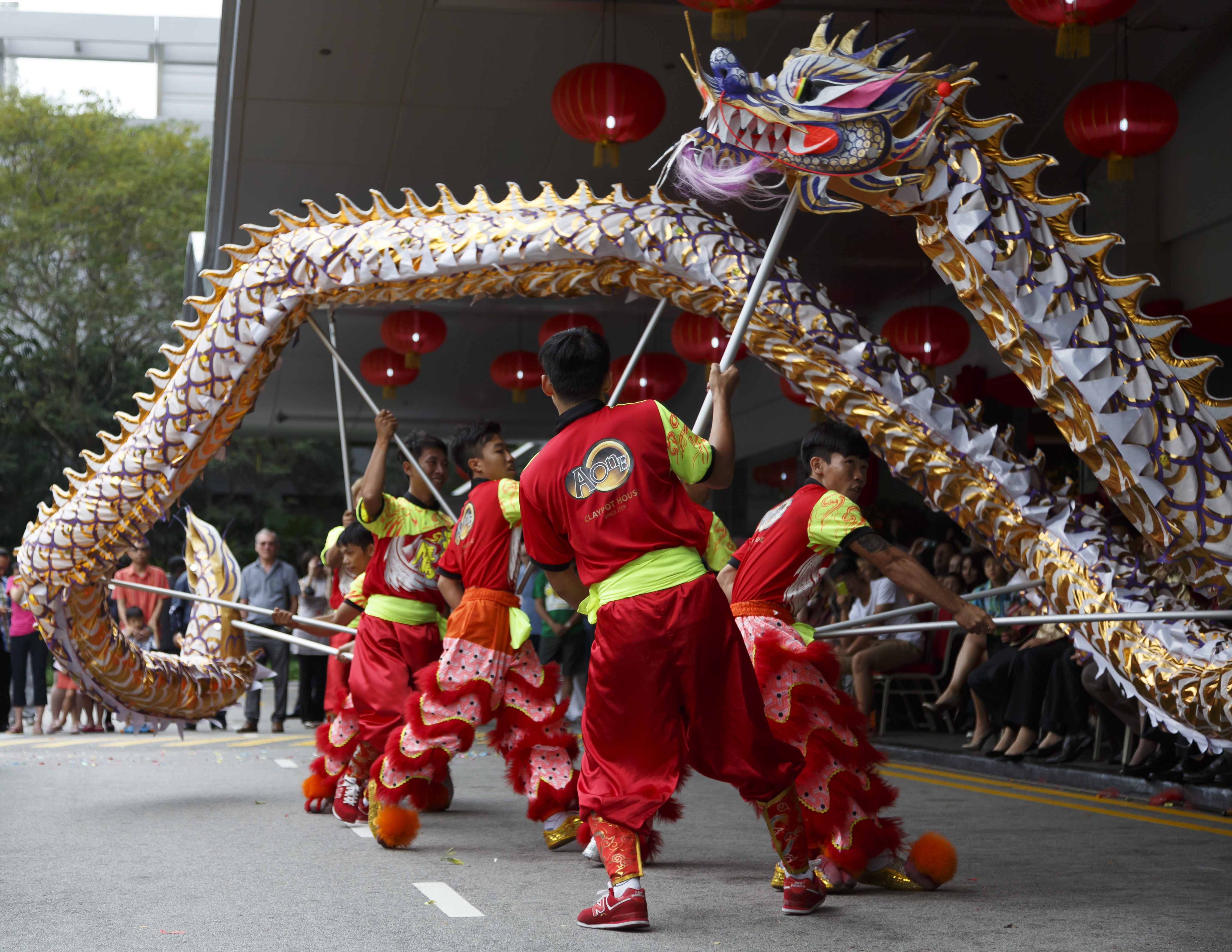
Danse du dragon à Singapour.

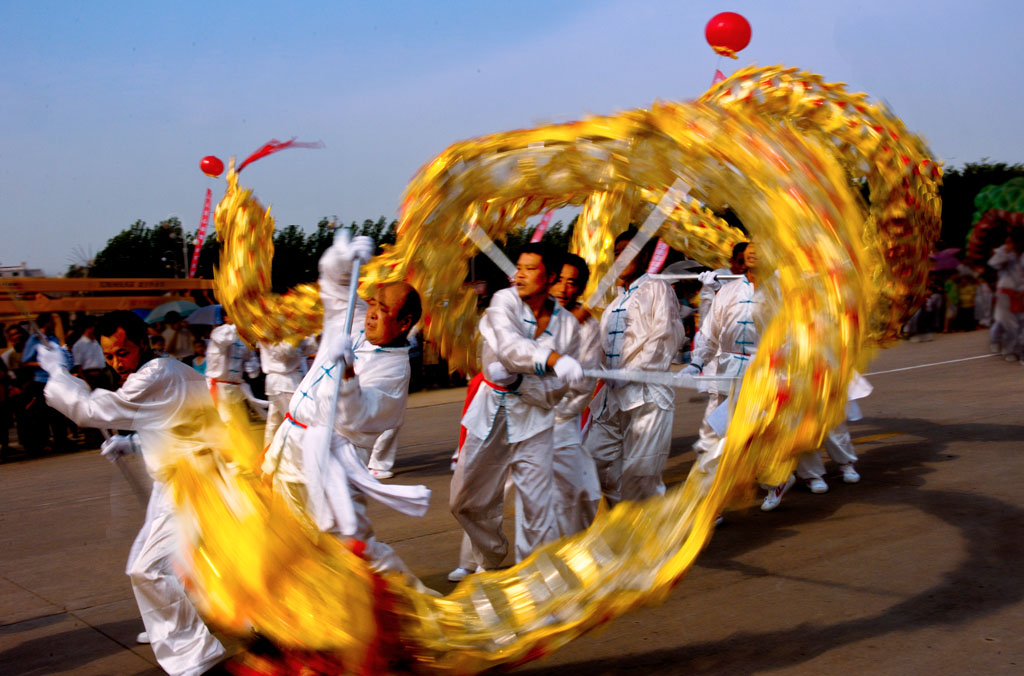
Danse du dragon pour le Nouvel an chinois (1996).

De nombreuses compétitions de danse du dragon sont organisées dans le monde entier. Des règles strictes gouvernent la structure du dragon et les mouvements autorisés, visant à mettre en valeur la vitesse et l'agilité des danseurs. La tête du dragon est plus petite, autorisant des mouvements de fouet ; les pièces du corps sont en aluminium et en PVC. Les performances durent entre 8 et 10 minutes, et sont accompagnées d'un orchestre de percussions.
Récemment, des dragons lumineux (peints avec des peintures fluorescentes brillant en lumière noire) ont fait leur apparition en compétition.

## Dans les arts

### Littérature
Le poème de Lawrence Ferlinghetti, The Great Chinese Dragon, publié dans son anthologie de 1961, Starting from San Francisco (en), est inspiré par la danse du dragon.
Dans le roman de Earl Lovelace, The Dragon Can't Dance, le thème de la danse et du carnaval est utilisé pour explorer l'histoire et le changement social dans les Caraïbes.
Arthur Ransome décrit des danses du dragon dans Missee Lee (en), partie de la série Hirondelles et Amazones (en), qui se déroule dans la Chine des années 1930.

### Cinéma
Il était une fois en Chine 4 : La Danse du dragon décrit un tournoi de danse du dragon organisé par les Allemands pour mettre les Chinois à l'épreuve.

### Liens annexes
- Danse en Chine
- Danse du lion
- Danse du tigre
- Dragon oriental
- Nouvel an chinois
- Histoire de la danse